# Danh sách lãnh đạo chính phủ Estonia
Dưới đây là danh sách những người đứng đầu chính phủ Estonia từ năm 1918, kể cả các chức danh như Chủ tịch Hội đồng Trưởng lão (1918), Thủ tướng (1918–1920; 1934–1940 và từ 1990), Quốc trưởng (1920–1934) hoặc Thủ tướng-Tổng thống (1937–1938). Văn phòng Thủ tướng (Peaminister) được thành lập sau khi Estonia giành độc lập năm 1918. Từ năm 1918 đến năm 1934, Estonia là một quốc gia theo thể chế cộng hòa đại nghị, đây là thể chế mà tổng thống và các bộ trưởng chịu ảnh hưởng từ sự tín nhiệm của hệ thống nghị viện. Tuy nhiên, thay vì là tổng thống thì chức vụ điều hành chính phủ là Thủ tướng và từ năm 1920 đến năm 1934 là Quốc trưởng (Riigivanem).
Hiến pháp năm 1934 cho phép Quốc trưởng đóng vai trò Tổng thống, khi đó thì chức vụ lãnh đạo chính phủ được tách riêng ra và chức vụ Thủ tướng được tái lập. Tuy nhiên, việc này bị ngăn cản bởi cuộc đảo chính của nguời đứng đầu chính phủ khi đó là Konstantin Päts. Trong thời kỳ mà ông điều hành đất nước, ông đảm nhiệm cả hai chức vụ là Quốc trưởng và Thủ tướng. Ông cũng là người cuối cùng tạm giữ chức vụ cho đến khi cuộc bầu cử tổng thống sau đó được tiến hành. Vào năm 1937, chức vụ Thủ tướng và Tổng thống được sát nhập lại thành chức Thủ hiến-Nhiếp chính (Riigihoidja). Tuy nhiên, mọi thứ thay đổi sau khi hiến pháp 1938 được ban hành, khi này Konstantin Päts chấp nhận từ bỏ chức vụ Thủ tướng cho người kế nhiệm tiếp theo.
Sau sự kiện Liên Xô chiếm đóng Estonia năm 1940, Johannes Vares được tuyên bố là tân Thủ tướng Estonia, tuy nhiên tuyên bố này được người Estonia cho là không hợp pháp. Theo hiến pháp năm 1938, Thủ tướng sẽ đảm nhiệm vị trí mà Tổng thống để lại trong trường hợp mà chức vụ Tổng thống bị bỏ ngỏ, giống như động thái của chính phủ lưu vong Estonia thực hiện sau đó. Chính phủ lưu vong khôi phục lại chức vụ Thủ tướng vào năm 1990.

## Danh sách lãnh đạo chính phủ
Chú thích:
- Các đảng tham gia nội các sau khi nhiệm kỳ bắt đầu sẽ được in nghiêng.
- Các đảng rời nội các trước khi kết thúc nhiệm kỳ sẽ được gạch chân và in nghiêng.
- Các đảng rời nội các trước khi kết thúc nhiệm kỳ nhưng các bộ trưởng vẫn ở lại tại nhiệm tại nội các sẽ được gach chân.
- Các đảng rời nội các trước khi kết thúc nhiệm kỳ và các bộ trưởng của đảng đó rời nội các trong khoảng thời gian từ sau khi đảng đó rời khỏi nội các (hoặc ra khỏi đảng) cho đến trước khi người đứng đầu nội các kết thúc nhiệm kỳ được gạch ngang và in nghiêng.
- Ngược lại, khi các bộ trưởng của đảng đó rời đi (hoặc ra khỏi đảng) hết mà đảng vẫn quyết định ở lại mà không giữ chức vụ bộ trưởng nào thì đảng đó sẽ được gạch chân và gạch ngang.
- Các đảng gia nhập nội các sau khi nội các được thành lập; sau đó toàn bộ bộ trưởng tham gia nội các từ chức nhưng không rời nội các; sau đó nữa thì đảng này tái bổ nhiệm các bộ trưởng mới trở lại nội các thì đảng đó sẽ được gạch chân, gạch ngang và in nghiêng.
- Các kí hiệu đại diện cho liên minh đảng trong nội các được in đậm và in nghiêng.

| Tên | Chân dung                                                          | Nhiệm kỳ tại nhiệm   | Nhiệm kỳ tại nhiệm                                  | Thời gian nhiệm sở | Đảng                                    | Đảng                                               | Nội các                                        | Quốc hội (Tuyển cử)                                    | Nguyên thủ quốc gia                                |
| --- | ------------------------------------------------------------------ | -------------------- | --------------------------------------------------- | ------------------ | --------------------------------------- | -------------------------------------------------- | ---------------------------------------------- | ------------------------------------------------------ | -------------------------------------------------- |
| Konstantin Päts (1874 – 1956) Chủ tịch Hội đồng Bộ trưởng của Chính phủ Lâm thời (1918) Chủ tịch chính phủ Lâm thời (1918 – 1919)                |                                                                    | 24 tháng 2 năm 1918  | 12 tháng 11 năm 1918                                | 1 năm, 75 ngày     |                                         | Liên minh Nhân dân Quốc gia (EMRL)                 | Tạm quyền Päts I (EMRL–ETE–EDE–ESDTP)          | Tỉnh vụ viện Tạm quyền (1917)                          | Không có                                           |
| Konstantin Päts (1874 – 1956) Chủ tịch Hội đồng Bộ trưởng của Chính phủ Lâm thời (1918) Chủ tịch chính phủ Lâm thời (1918 – 1919)                | 12 tháng 11 năm 1918                                               | 27 tháng 11 năm 1918 | Tạm quyền Päts II (EMRL–ETE–EDE–ESDTP)              | 1 năm, 75 ngày     |                                         | Liên minh Nhân dân Quốc gia (EMRL)                 |                                                | Tỉnh vụ viện Tạm quyền (1917)                          | Không có                                           |
| Konstantin Päts (1874 – 1956) Chủ tịch Hội đồng Bộ trưởng của Chính phủ Lâm thời (1918) Chủ tịch chính phủ Lâm thời (1918 – 1919)                | 27 tháng 11 năm 1918                                               | 9 tháng 5 năm 1919   | Tạm quyền Päts III (EMRL–ETE–EDE→ERE–ESDTP–SEE–VKK) | 1 năm, 75 ngày     |                                         | Liên minh Nhân dân Quốc gia (EMRL)                 |                                                | Tỉnh vụ viện Tạm quyền (1917)                          | Không có                                           |
| Otto Strandman (1875 – 1941) Thủ tướng |                                                                    | 9 tháng 5 năm 1919   | 18 tháng 11 năm 1919                                | 194 ngày           |                                         | Đảng Lao động (ETE)                                | Strandman I (ETE–ESDTP–ERE)                    | Hội đồng lập hiến (1919)                               | Không có                                           |
| Jaan Tõnisson (1868 – 1941?) Thủ tướng |                                                                    | 18 tháng 11 năm 1919 | 28 tháng 7 năm 1920                                 | 254 ngày           |                                         | Đảng Nhân dân (ERE)                                | Tõnisson I (ERE–ETE–ESDTP)                     | Hội đồng lập hiến (1919)                               | Không có                                           |
| Ado Birk (1883 – 1942) Thủ tướng |                                                                    | 28 tháng 7 năm 1920  | 30 tháng 7 năm 1920                                 | 3 ngày             |                                         | Đảng Nhân dân (ERE)                                | Birk (ERE–ETE–KRE)                             | Hội đồng lập hiến (1919)                               | Không có                                           |
| Jaan Tõnisson (1868 – 1941?) Thủ tướng |                                                                    | 30 tháng 7 năm 1920  | 26 tháng 10 năm 1920                                | 89 ngày            |                                         | Đảng Nhân dân (ERE)                                | Tõnisson II ERE                                | Hội đồng lập hiến (1919)                               | Không có                                           |
| Ants Piip (1868 – 1941?) Thủ tướng (1920) Quốc trưởng (1920 – 1921)                                                                              |                                                                    | 26 tháng 10 năm 1920 | 20 tháng 12 năm 1920                                | 92 ngày            |                                         | Đảng Lao động (ETE)                                | Piip ETE                                       | Hội đồng lập hiến (1919)                               | Không có                                           |
| Ants Piip (1868 – 1941?) Thủ tướng (1920) Quốc trưởng (1920 – 1921)                                                                              | 20 tháng 12 năm 1920                                               | 25 tháng 1 năm 1921  |                                                     | 92 ngày            |                                         | Đảng Lao động (ETE)                                | Piip ETE                                       | Hội đồng lập hiến (1919)                               | Không có                                           |
| Konstantin Päts (1874 – 1956) Quốc trưởng |                                                                    | 25 tháng 1 năm 1921  | 21 tháng 11 năm 1922                                | 301 ngày           |                                         | Liên hội Nông dân (PK)                             | Päts I (PK–ETE–ERE–KRE)                        | I (1920)                                               | Không có                                           |
| Juhan Kukk (1885 – 1942) Quốc trưởng |                                                                    | 21 tháng 11 năm 1922 | 2 tháng 8 năm 1923                                  | 255 ngày           |                                         | Đảng Lao động (ETE)                                | Kukk (ETE–PK–ERE)                              | I (1920)                                               | Không có                                           |
| Konstantin Päts (1874 – 1956) Quốc trưởng |                                                                    | 2 tháng 8 năm 1923   | 26 tháng 3 năm 1924                                 | 238 ngày           |                                         | Liên hội Nông dân (PK)                             | Päts II (PK–KRE–ERE–ETE)                       | II (1923)                                              | Không có                                           |
| Friedrich Karl Akel (1871 – 1941) Quốc trưởng |                                                                    | 26 tháng 3 năm 1924  | 16 tháng 12 năm 1924                                | 266 ngày           |                                         | Đảng Nhân dân Thiên chúa giáo (KRE)                | Akel (KRE–ETE–ERE)                             | II (1923)                                              | Không có                                           |
| Jüri Jaakson (1870 – 1942) Quốc trưởng |                                                                    | 16 tháng 12 năm 1924 | 15 tháng 12 năm 1925                                | 1 năm, 0 ngày      |                                         | Đảng Nhân dân (ERE)                                | Jaakson (ERE–PK–ESDTP→ESTP–ETE–KRE)            | II (1923)                                              | Không có                                           |
| Jaan Teemant (1872 – 1941?) Quốc trưởng |                                                                    | 15 tháng 12 năm 1925 | 23 tháng 7 năm 1926                                 | 1 năm, 360 ngày    |                                         | Liên hội Nông dân (PK)                             | Teemant I (PK–ETE–KRE–ARVK–RVP)                | II (1923)                                              | Không có                                           |
| Jaan Teemant (1872 – 1941?) Quốc trưởng | 23 tháng 7 năm 1926                                                | 4 tháng 3 năm 1927   | Teemant II (PK–ARVK–KRE–ERE–ÜMSL)                   | 1 năm, 360 ngày    | III (1926)                              | Liên hội Nông dân (PK)                             |                                                |                                                        | Không có                                           |
| Jaan Teemant (1872 – 1941?) Quốc trưởng | 4 tháng 3 năm 1927                                                 | 9 tháng 12 năm 1927  | Teemant III (PK–ARVK–ERE–KRE–ÜMSL)                  | 1 năm, 360 ngày    | III (1926)                              | Liên hội Nông dân (PK)                             |                                                |                                                        | Không có                                           |
| Jaan Tõnisson (1868 – 1941?) Quốc trưởng |                                                                    | 9 tháng 12 năm 1927  | 4 tháng 12 năm 1928                                 | 362 ngày           | III (1926)                              |                                                    | Đảng Nhân dân (ERE)                            | Tõnisson III (ERE–PK–ARVK–ETE)                         | Không có                                           |
| August Rei (1886 – 1963) Quốc trưởng |                                                                    | 4 tháng 12 năm 1928  | 9 tháng 7 năm 1929                                  | 218 ngày           | III (1926)                              |                                                    | Đảng Công nhân Xã hội chủ nghĩa (ESTP)         | Rei (ESTP–ARVK–ETE–KRE)                                | Không có                                           |
| Otto Strandman (1875 – 1941) Quốc trưởng |                                                                    | 9 tháng 7 năm 1929   | 12 tháng 2 năm 1931                                 | 1 năm, 219 ngày    |                                         | Đảng Lao động (ETE)                                | Strandman II (ETE–ARVK→PAVK–PK–KRE–ERE)        | IV (1929)                                              | Không có                                           |
| Konstantin Päts (1874 – 1956) Quốc trưởng |                                                                    | 12 tháng 2 năm 1931  | 19 tháng 2 năm 1932                                 | 1 năm, 8 ngày      |                                         | Liên hội Nông dân (PK)                             | Päts III (PK/(PAVK)–ERE/(KRE)→RKE–ESTP)        | IV (1929)                                              | Không có                                           |
| Jaan Teemant (1872 – 1941?) Quốc trưởng |                                                                    | 19 tháng 2 năm 1932  | 19 tháng 7 năm 1932                                 | 152 ngày           |                                         | Liên hội Nông dân (PK)                             | Teemant IV (PK/(PAVK)→ÜPE–RKE)                 | IV (1929)                                              | Không có                                           |
| Jaan Teemant (1872 – 1941?) Quốc trưởng | Đảng Liên hiệp Nông dân (ÜPE)                                      | 19 tháng 2 năm 1932  | 19 tháng 7 năm 1932                                 | 152 ngày           |                                         |                                                    | Teemant IV (PK/(PAVK)→ÜPE–RKE)                 | IV (1929)                                              | Không có                                           |
| Karl August Einbund (sau là Kaarel Eenpalu) (1888 – 1942) Quốc trưởng                                                                            |                                                                    | 19 tháng 7 năm 1932  | 1 tháng 11 năm 1932                                 | 106 ngày           |                                         | Đảng Liên hiệp Nông dân (ÜPE)                      | Einbund I (ÜPE–RKE)                            | V (1932)                                               | Không có                                           |
| Konstantin Päts (1874 – 1956) Quốc trưởng |                                                                    | 1 tháng 11 năm 1932  | 18 tháng 5 năm 1933                                 | 199 ngày           |                                         | Đảng Liên hiệp Nông dân (ÜPE)                      | Päts IV (ÜPE–RKE–ESTP)                         | V (1932)                                               | Không có                                           |
| Jaan Tõnisson (1868 – 1941?) Quốc trưởng |                                                                    | 18 tháng 5 năm 1933  | 21 tháng 10 năm 1933                                | 164 ngày           |                                         | Đảng Trung dung Dân tộc (KRE)                      | Tõnisson IV (RKE–PK)                           | V (1932)                                               | Không có                                           |
| Konstantin Päts (1874 – 1956) Quốc trưởng (1933 – 1934) Thủ tướng với quyền lực của Quốc trưởng (1934 – 1937) Thủ hiến-Nhiếp chính (1937 – 1938) |                                                                    | 21 tháng 10 năm 1933 | 24 tháng 1 năm 1934                                 | 4 năm, 186 ngày    |                                         | Liên hội Nông dân (PK)                             | Päts V Không liên minh đảng phái               | V (1932)                                               | Không có                                           |
| Konstantin Päts (1874 – 1956) Quốc trưởng (1933 – 1934) Thủ tướng với quyền lực của Quốc trưởng (1934 – 1937) Thủ hiến-Nhiếp chính (1937 – 1938) | 24 tháng 1 năm 1934                                                | 3 tháng 9 năm 1937   |                                                     | 4 năm, 186 ngày    | Không                                   | Quốc hội bị đình chỉ                               | Päts V Không liên minh đảng phái               | Tổng thống với quyền hạn của Thủ tướng Konstantin Päts |                                                    |
| Konstantin Päts (1874 – 1956) Quốc trưởng (1933 – 1934) Thủ tướng với quyền lực của Quốc trưởng (1934 – 1937) Thủ hiến-Nhiếp chính (1937 – 1938) | 3 tháng 9 năm 1937                                                 | 24 tháng 4 năm 1938  | Không có                                            | 4 năm, 186 ngày    | Không                                   | Quốc hội bị đình chỉ                               | Päts V Không liên minh đảng phái               |                                                        |                                                    |
| Karl August Einbund (sau là Kaarel Eenpalu) (1888 – 1942) Quyền Thủ tướng (1938) Thủ tướng (1938 – 1939)                                         |                                                                    | 24 tháng 4 năm 1938  | 9 tháng 5 năm 1938                                  | 1 năm, 172 ngày    |                                         | Quốc hội bị đình chỉ                               | Päts V Không liên minh đảng phái               | Không                                                  | Tổng thống Konstantin Päts (1938 – 1940)           |
| Karl August Einbund (sau là Kaarel Eenpalu) (1888 – 1942) Quyền Thủ tướng (1938) Thủ tướng (1938 – 1939)                                         | 9 tháng 5 năm 1938                                                 | 12 tháng 10 năm 1939 | Eenpalu II Không liên minh đảng phái                | 1 năm, 172 ngày    | VI (1938)                               |                                                    |                                                | Không                                                  | Tổng thống Konstantin Päts (1938 – 1940)           |
| Jüri Uluots (1890 – 1945) Thủ tướng |                                                                    | 12 tháng 10 năm 1939 | 21 tháng 6 năm 1940                                 | 254 ngày           | VI (1938)                               |                                                    | Không                                          | Uluots Không liên minh đảng phái                       | Tổng thống Konstantin Päts (1938 – 1940)           |
| Liên Xô chiếm đóng lần thứ nhất (1940 – 1941) |                                                                    |                      |                                                     |                    |                                         |                                                    |                                                |                                                        |                                                    |
| Đức chiếm đóng (1941 – 1944) |                                                                    |                      |                                                     |                    |                                         |                                                    |                                                |                                                        |                                                    |
| Otto Tief (1889 – 1976) Quyền Thủ tướng |                                                                    | 18 tháng 9 năm 1944  | 25 tháng 9 năm 1944                                 | 8 ngày             |                                         | Không                                              | Tief Không liên minh đảng phái                 | Quốc hội bị đình chỉ                                   | Tổng thống với quyền hạn của Thủ tướng Jüri Uluots |
| Liên Xô chiếm đóng lần thứ hai (1944 – 1991) (Xem Chính phủ lưu vong Estonia)                                                                    |                                                                    |                      |                                                     |                    |                                         |                                                    |                                                |                                                        |                                                    |
| Edgar Savisaar (Sinh 1950) Thủ tướng chính phủ Lâm thời                                                                                          | Tập tin:Edgar Savisaar (1992) (417648 ERM Fk3051 17387 417648).jpg | 3 tháng 4 năm 1990   | 29 tháng 1 năm 1992                                 | 1 năm, 302 ngày    |                                         | Mặt trận Nhân dân Estonia (ERR)                    | Savisaar Tạm quyền Một vài liên minh đảng phái | Xô Viết Tối cao (1990)                                 | Chủ tịch Xô viết Tối cao                           |
| Edgar Savisaar (Sinh 1950) Thủ tướng chính phủ Lâm thời                                                                                          | Tập tin:Edgar Savisaar (1992) (417648 ERM Fk3051 17387 417648).jpg | 3 tháng 4 năm 1990   | 29 tháng 1 năm 1992                                 | 1 năm, 302 ngày    | Đảng Trung dung Nhân dân Estonia (ERKE) | Chủ tịch Hội đồng Tối cao Arnold Rüütel            | Savisaar Tạm quyền Một vài liên minh đảng phái | Xô Viết Tối cao (1990)                                 |                                                    |
| Tiit Vähi (Sinh 1947) Thủ tướng chính phủ Lâm thời                                                                                               |                                                                    | 29 tháng 1 năm 1992  | 21 tháng 10 năm 1992                                | 267 ngày           |                                         | Chủ tịch Hội đồng Tối cao Arnold Rüütel            | Không đảng phái                                | Xô Viết Tối cao (1990)                                 | Vähi Tạm quyền Một vài liên minh đảng phái         |
| Tiit Vähi (Sinh 1947) Thủ tướng chính phủ Lâm thời                                                                                               | Tổng thống Lennart Georg Meri (1992 – 2001)                        | 29 tháng 1 năm 1992  | 21 tháng 10 năm 1992                                | 267 ngày           |                                         |                                                    | Không đảng phái                                | Xô Viết Tối cao (1990)                                 | Vähi Tạm quyền Một vài liên minh đảng phái         |
| Mart Laar (Sinh 1960) Thủ tướng |                                                                    | 21 tháng 10 năm 1992 | 8 tháng 11 năm 1994                                 | 2 năm, 19 ngày     |                                         | Pro Patria                                         | Laar I (I→RKEI–M–ERSP–ELDP)                    | VII (1992)                                             |                                                    |
| Mart Laar (Sinh 1960) Thủ tướng | Đảng Liên minh Dân tộc Pro Patria                                  | 21 tháng 10 năm 1992 | 8 tháng 11 năm 1994                                 | 2 năm, 19 ngày     |                                         |                                                    | Laar I (I→RKEI–M–ERSP–ELDP)                    | VII (1992)                                             |                                                    |
| Andres Tarand (Sinh 1940) Thủ tướng |                                                                    | 8 tháng 11 năm 1994  | 17 tháng 4 năm 1995                                 | 250 ngày           |                                         | Phe Ôn hòa (M)                                     | Tarand (M–ERSP–ELDP)                           | VII (1992)                                             |                                                    |
| Tiit Vähi (Sinh 1947) Thủ tướng |                                                                    | 17 tháng 4 năm 1995  | 6 tháng 11 năm 1995                                 | 1 năm, 335 ngày    |                                         | Đảng Liên minh và Liên minh Nhân dân Tổ quốc (KMÜ) | Vähi I (KMÜ–EKE)                               | VIII (1995)                                            |                                                    |
| Tiit Vähi (Sinh 1947) Thủ tướng | 6 tháng 11 năm 1995                                                | 17 tháng 3 năm 1997  | Vähi II (KMÜ–ERE–AP)                                | 1 năm, 335 ngày    |                                         | Đảng Liên minh và Liên minh Nhân dân Tổ quốc (KMÜ) |                                                | VIII (1995)                                            |                                                    |
| Mart Siimann (Sinh 1942) Thủ tướng |                                                                    | 17 tháng 3 năm 1997  | 25 tháng 3 năm 1999                                 | 2 năm, 9 ngày      |                                         | Đảng Liên minh và Liên minh Nhân dân Tổ quốc (KMÜ) | Siimann (KMÜ–AP)                               | VIII (1995)                                            |                                                    |
| Mart Laar (Sinh 1960) Thủ tướng |                                                                    | 25 tháng 3 năm 1999  | 28 tháng 1 năm 2002                                 | 2 năm, 310 ngày    |                                         | Liên minh Pro Patria (IL)                          | Laar II (IL–RM–EKE)                            | IX (1999)                                              | Tổng thống Arnold Rüütel (2001 – 2006)             |
| Siim Kallas (Sinh 1948) Thủ tướng |                                                                    | 28 tháng 1 năm 2002  | 10 tháng 4 năm 2003                                 | 1 năm, 73 ngày     |                                         | Đảng Cải cách (ERE)                                | Siim Kallas (ERE–EKE)                          | IX (1999)                                              | Tổng thống Arnold Rüütel (2001 – 2006)             |
| Juhan Parts (Sinh 1966) Thủ tướng |                                                                    | 10 tháng 4 năm 2003  | 12 tháng 4 năm 2005                                 | 2 năm, 3 ngày      |                                         | Đảng Res Publica (RP)                              | Parts (RP–ERE–ERL)                             | X (2003)                                               | Tổng thống Arnold Rüütel (2001 – 2006)             |
| Andrus Ansip (Sinh 1956) Thủ tướng |                                                                    | 12 tháng 4 năm 2005  | 5 tháng 4 năm 2007                                  | 8 năm, 349 ngày    |                                         | Đảng Cải cách (ERE)                                | Ansip I (ERE–EKE–ERL)                          | X (2003)                                               | Tổng thống Toomas Hendrik Ilves (2006 – 2016)      |
| Andrus Ansip (Sinh 1956) Thủ tướng | 5 tháng 4 năm 2007                                                 | 6 tháng 4 năm 2011   | Ansip II (ERE–IRL–SDE)                              | 8 năm, 349 ngày    | XI (2007)                               | Đảng Cải cách (ERE)                                |                                                |                                                        | Tổng thống Toomas Hendrik Ilves (2006 – 2016)      |
| Andrus Ansip (Sinh 1956) Thủ tướng | 6 tháng 4 năm 2011                                                 | 26 tháng 3 năm 2014  | Ansip III (ERE–IRL)                                 | 8 năm, 349 ngày    | XII (2011)                              | Đảng Cải cách (ERE)                                |                                                |                                                        | Tổng thống Toomas Hendrik Ilves (2006 – 2016)      |
| Taavi Rõivas (Sinh 1979) Thủ tướng |                                                                    | 26 tháng 3 năm 2014  | 9 tháng 4 năm 2015                                  | 2 năm, 243 ngày    | XII (2011)                              |                                                    | Đảng Cải cách (ERE)                            | Rõivas I (ERE–SDE)                                     | Tổng thống Toomas Hendrik Ilves (2006 – 2016)      |
| Taavi Rõivas (Sinh 1979) Thủ tướng | 9 tháng 4 năm 2015                                                 | 23 tháng 11 năm 2016 | Rõivas II (ERE–SDE–IRL)                             | 2 năm, 243 ngày    | XIII (2015)                             | Tổng thống Kersti Kaljulaid (2016 – 2021)          | Đảng Cải cách (ERE)                            |                                                        |                                                    |
| Jüri Ratas (Sinh 1978) Thủ tướng |                                                                    | 23 tháng 11 năm 2016 | 29 tháng 4 năm 2019                                 | 5 năm, 4 ngày      | XIII (2015)                             | Tổng thống Kersti Kaljulaid (2016 – 2021)          |                                                | Đảng Trung dung (EKE)                                  | Ratas I (EKE–SDE–IRL→I)                            |
| Jüri Ratas (Sinh 1978) Thủ tướng | 29 tháng 4 năm 2019                                                | 26 tháng 1 năm 2021  | Ratas II (EKE–EKRE–I)                               | 5 năm, 4 ngày      | XIV (2019)                              | Tổng thống Kersti Kaljulaid (2016 – 2021)          |                                                | Đảng Trung dung (EKE)                                  |                                                    |
| Kaja Kallas (Sinh 1977) Thủ tướng |                                                                    | 26 tháng 1 năm 2021  | 18 tháng 7 năm 2022                                 | 1 năm, 170 ngày    | XIV (2019)                              | Tổng thống Kersti Kaljulaid (2016 – 2021)          |                                                | Đảng Cải cách (ERE)                                    | Kaja Kallas I (ERE–EKE)                            |
| Kaja Kallas (Sinh 1977) Thủ tướng | 18 tháng 7 năm 2022                                                | 17 tháng 4 năm 2023  | 274 ngày                                            |                    | XIV (2019)                              | Đảng Cải cách (ERE)                                | Kaja Kallas II (ERE–SDE–I)                     | Tổng thống Alar Karis (2021 – )                        |                                                    |
| Kaja Kallas (Sinh 1977) Thủ tướng | 17 tháng 4 năm 2023                                                | 23 tháng 7 năm 2024  | 1 năm, 98 ngày                                      |                    | Đảng Cải cách (ERE)                     | Kaja Kallas III (ERE–SDE–I)                        | X (2023)                                       | Tổng thống Alar Karis (2021 – )                        |                                                    |
| Kristen Michal (Sinh 1975) Thủ tướng |                                                                    | 23 tháng 7 năm 2024  | Tại nhiệm                                           | 248 ngày           | Đảng Cải cách (ERE)                     | Michal (ERE–E200-SDE                               | X (2023)                                       | Tổng thống Alar Karis (2021 – )                        |                                                    |